# Cruzeiro do Sul (Rio Grande do Sul)
Cruzeiro do Sul, amtlich portugiesisch Município de Cruzeiro do Sul, deutsch Kreuz des Südens, ist eine Gemeinde im brasilianischen Bundesstaat Rio Grande do Sul. Die Bevölkerungszahl wurde zum 1. Juli 2019 auf 12.348 Einwohner geschätzt, die auf einer Gemeindefläche von rund 154,7 km² leben und Cruzeirenser (cruzeirenses) genannt werden. Sie steht an 140. Stelle der 497 Munizips des Bundesstaates und ist rund 126 km von der Hauptstadt Porto Alegre entfernt.

## Geographie
Umliegende Gemeinden sind Santa Clara do Sul, Estrela, Lajeado, Mato Leitão, Venâncio Aires und Bom Retiro do Sul. Der Rio Taquari bildet die östliche Gemeindegrenze. Sie ist Teil des Vale do Taquari (Taquari-Tal).

## Klima
Die Gemeinde hat tropisches gemäßigtes Klima, Cfa nach der Klimaklassifikation nach Köppen und Geiger. Die Durchschnittstemperatur ist 19,8 °C. Die durchschnittliche Niederschlagsmenge liegt bei 1315 mm im Jahr.